# Adam Runnalls
Adam Runnalls (Calgary, 3 ottobre 1998) è un biatleta canadese.

## Biografia
Adam Runnalls, attivo dalla stagione 2015-2016, ha esordito ai Campionati mondiali ad Anterselva 2020, dove si è classificato 81º nella sprint e 14º nella staffetta, e in Coppa del Mondo il 6 marzo dello stesso anno a Nové Město na Moravě in sprint (75º); l'anno dopo nella rassegna iridata di Pokljuka 2021 si è piazzato 38º nell'individuale, 55º nella sprint, 54º nell'inseguimento e 12º nella staffetta e ai XXIV Giochi olimpici invernali di Pechino 2022, suo esordio olimpico, è stato 33º nell'individuale, 35º nella sprint, 30º nell'inseguimento e 6º nella staffetta (con Christian Gow, Jules Burnotte e Scott Gow).
Ai Mondiali di Oberhof 2023 si è classificato 30º nell'individuale, 82º nella km sprint, 11º nella staffetta (con Christian Gow, Logan Pletz e Trevor Kiers), 8º nella staffetta mista (con Emma Lunder, Nadia Moser e Christian Gow) e 13º nella staffetta mista individuale (con Emma Lunder), a quelli di Nové Město na Moravě 2024 31º nell'individuale, 17º nella sprint, 50º nell'inseguimento, 29º nella partenza in linea, 19º nella staffetta, 13º nella staffetta mista e 21º nella staffetta mista individuale e a quelli di Lenzerheide 2025 66º nell'individuale, 47º nella sprint, 43º nell'inseguimento, 17º nella staffetta e 18º nella staffetta mista individuale.

## Palmarès

### Coppa del Mondo
- Miglior piazzamento in classifica generale: 38º nel 2023